# Tenh de l'Ermitatge
Tenh de l'Ermitatge o Tinh de l'Ermitatge (en francès: Tain-l'Hermitage) és una comuna francesa del departament de la Droma, a la regió d'Alvèrnia-Roine-Alps.